# بخش باناسکانتا
بخش باناسکانتا (به انگلیسی: Banaskantha district) یک بخش در هند است که در گجرات واقع شده‌است. بخش باناسکانتا ۱۲٬۷۰۳ کیلومتر مربع مساحت و ۳٬۱۱۶٬۰۴۵ نفر جمعیت دارد.